# Chambon-Sainte-Croix
Chambon-Sainte-Croix is een gemeente in het Franse departement Creuse (regio Nouvelle-Aquitaine) en telt 90 inwoners (2009). De plaats maakt deel uit van het arrondissement Guéret.

## Geografie
De oppervlakte van Chambon-Sainte-Croix bedraagt 6,5 km², de bevolkingsdichtheid is dus 13,8 inwoners per km².

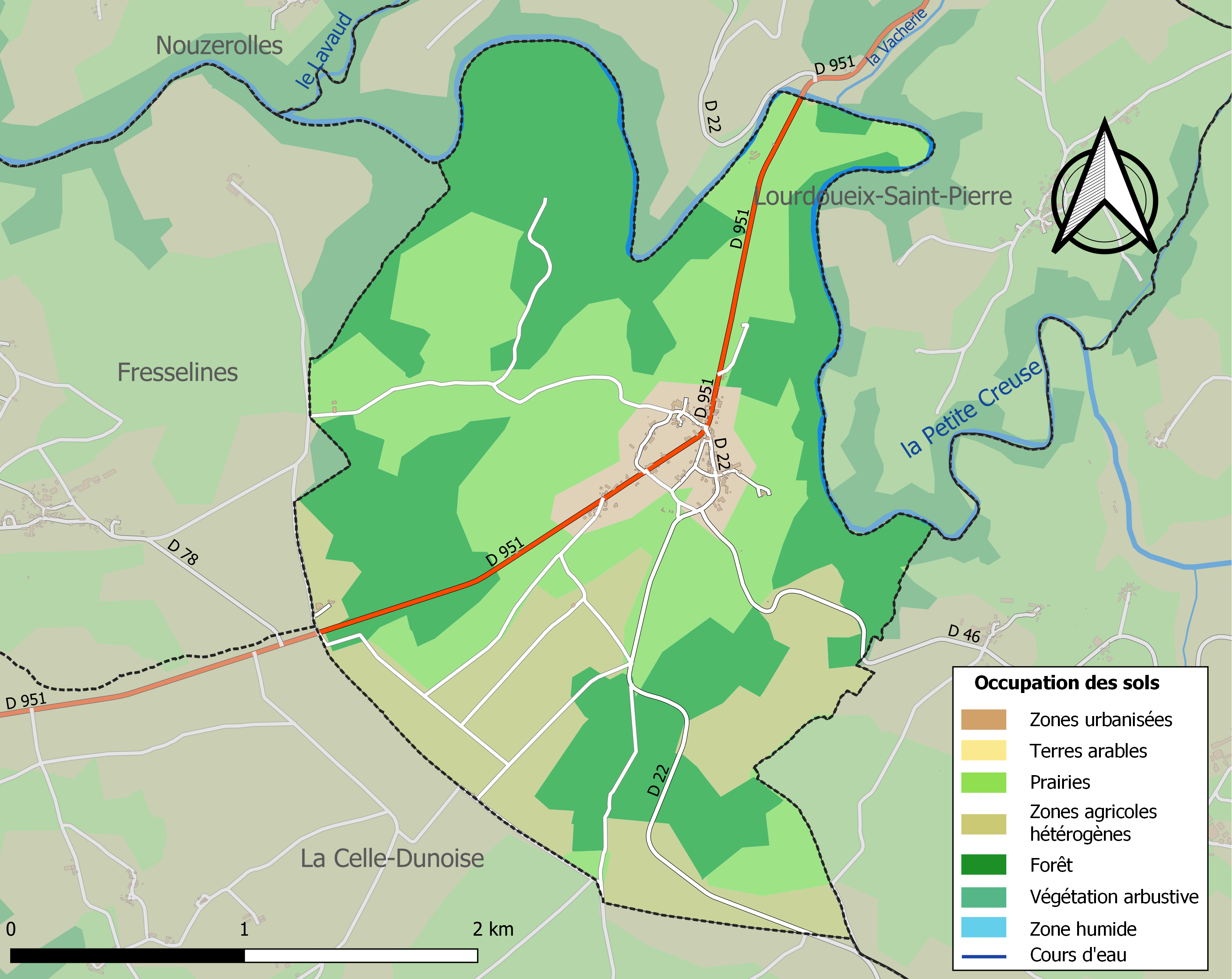
Kaart van de gemeente met de belangrijkste infrastructuur, bodemgebruik en omliggende gemeenten

## Demografie
Onderstaande figuur toont het verloop van het inwonertal (bron: INSEE-tellingen).